# Lucas Belvaux
Lucas Belvaux (Namur, 14 novembre 1961) è un attore, regista e sceneggiatore belga.

## Biografia
Figlio di un attivista sindacale, è fratello maggiore dell'attore Rémy Belvaux. Nel 1979 si è trasferito a Parigi per intraprendere la carriera di attore.

## Filmografia

### Attore
- Allons z'enfants, regia di Yves Boisset (1981)
- La Truite, regia di Joseph Losey (1982)
- La morte di Mario Ricci (La Mort de Mario Ricci), regia di Claude Goretta (1982)
- La Femme ivoire, regia di Dominique Cheminal (1982)
- Ronde de nuit, regia di Jean-Claude Missiaen (1984)
- La femme publique, regia di Andrzej Żuławski (1984)
- Una morte di troppo (Poulet au vinaigre), regia di Claude Chabrol (1985)
- Hurlevent, regia di Jacques Rivette (1985)
- La Baston, regia di Jean-Claude Missiaen (1985)
- Il disordine (Désordre), regia di Olivier Assayas (1986)
- La Loi sauvage, regia di Francis Reusser (1988)
- L'Air de rien, regia di Mary Jimenez (1989)
- Trois années, regia di Fabrice Cazeneuve (1990)
- Madame Bovary, regia di Claude Chabrol (1991)
- Sorrisi asmatici - Fiori del destino, regia di Tonino De Bernardi (1997)
- Rincorsa (Cavale), regia di Lucas Belvaux (2002)
- Dopo la vita (Après la vie), regia di Lucas Belvaux (2002)
- Una coppia perfetta (Un couple épatant), regia di Lucas Belvaux (2002)
- Demain on déménage, regia di Chantal Akerman (2004)
- Joyeux Noël - Una verità dimenticata dalla storia (Joyeux Noël), regia di Christian Carion (2005)
- La raison du plus faible, regia di Lucas Belvaux (2006)
- Pars vite et reviens tard, regia di Régis Wargnier (2007)
- L'Armée du crime, regia di Robert Guédiguian (2009)
- Rapt, regia di Lucas Belvaux (2009)

### Regista
- Per scherzo! (Pour rire!) (1996)
- Rincorsa (Cavale) (2002)
- Dopo la vita (Après la vie) (2002)
- Una coppia perfetta (Un couple épatant) (2002)
- La raison du plus faible (2006)
- Rapt  (2009)
- 38 testimoni (38 témoins)  (2012)
- Sarà il mio tipo? (Pas son genre)  (2014)
- A casa nostra (Chez nous)  (2017)
- Des hommes (2020)

## Doppiatori italiani
- Mino Caprio in Il disordine
- Gianni Bersanetti in Madame Bovary

## Riconoscimenti

### Festival di Cannes
- 2006 - Candidato alla Palma d'oro per La raison du plus faible

### Premio César
- 1986 - Candidato a migliore promessa maschile per Una morte di troppo (Poulet au vinaigre)
- 2004 - Candidato a migliore regista per Per scherzo! (Pour rire!), Rincorsa (Cavale) e Dopo la vita (Après la vie)
- 2004 - Candidato a migliore sceneggiatura originale per *Per scherzo! (Pour rire!), Rincorsa (Cavale) e Dopo la vita (Après la vie)
- 2010 - Candidato a migliore regista per Rapt
- 2010 - Candidato a miglior film per Rapt
- 2013 - Candidato a miglior adattamento per 38 testimoni (38 témoins)
- 2015 - Candidato a miglior adattamento per Sarà il mio tipo? (Pas son genre)

### Premio Magritte
- 2013 - Migliore sceneggiatura per 38 testimoni (38 témoins)
- 2013 - Candidato a migliore regista per 38 testimoni (38 témoins)
- 2013 - Candidato a migliore film per 38 testimoni (38 témoins)
- 2015 - Migliore sceneggiatura per Sarà il mio tipo? (Pas son genre)
- 2015 - Candidato a migliore regista per Sarà il mio tipo? (Pas son genre)
- 2015 - Candidato a migliore film per Sarà il mio tipo? (Pas son genre)
- 2018 - Candidato a migliore film per A casa nostra (Chez nous)
- 2018 - Candidato a migliore regista per A casa nostra (Chez nous)
- 2018 - Candidato a migliore sceneggiatura per A casa nostra (Chez nous)